# NGC 7409
NGC 7409 (również PGC 69939) – galaktyka soczewkowata (SB0), znajdująca się w gwiazdozbiorze Pegaza. Odkrył ją Albert Marth 20 września 1863 roku.